# Sandstorm (canção)
"Sandstorm" é uma canção instrumental do DJ finlandês de música dance Darude, que foi lançado por volta de 1999 como single de estreia do artista e de seu álbum, Before the Storm. Foi inicialmente lançado na Finlândia e mais tarde foi relançado em muitos outros países em 2000. A faixa foi enviada para o MP3.com e ganhou reconhecimento global por seu uso em esportes e na cultura meme da Internet.
Em 1° de março de 2010, mais de dez anos após seu lançamento original, "Sandstorm" ganhou certificado de ouro nos Estados Unidos pela Recording Industry Association of America por vendas de mais de 500.000 cópias. Em janeiro de 2020, recebeu certificado de platina por vendas acima de um milhão.
O título da canção se origina do sintetizador Roland JP-8080 usado na música, que exibe o texto "Sandstorm" na inicialização. Em uma entrevista ao Reddit AMA de 2016, Darude admitiu que nunca tinha experimentado uma tempestade de areia real (tradução em português de Sandstorm), mas experimentou um redemoinho de poeira.

## Videoclipe
O videoclipe de "Sandstorm" mostra Darude com fones de ouvido, vendo dois seguranças armados (um homem e uma mulher) perseguindo uma mulher com uma maleta. Darude parece aparecer em todos os lugares para onde vão os perseguidores e a perseguida. Perto do final, a mulher com a maleta tropeça e um de seus perseguidores (a outra mulher) trai seu parceiro nocauteando-o. As duas mulheres levam a maleta para um barco com Darude. Em novembro de 2020, o videoclipe carregado no YouTube por meio de um canal oficial obteve mais de 192 milhões de visualizações.
O vídeo foi dirigido por Juuso Syrjä, também conhecido como Uzi, e foi filmado em vários lugares em Helsinque, incluindo a Catedral de Helsinque e a Praça do Senado. Tornou-se o primeiro videoclipe finlandês exibido na MTV nos Estados Unidos e recebeu vários prêmios na Finlândia e na MTV.

## Uso na mídia

### No cinema e na televisão
- "Sandstorm" apareceu no episódio piloto da popular série Queer as Folk, que foi ao ar pela primeira vez em 3 de dezembro de 2000.

- A faixa apareceu no filme de comédia (remake de 2005) Fun with Dick and Jane.

- Em 2013, a canção apareceu no drama Filth e em Under the Skin (durante a cena da discoteca).

- A faixa também foi usada no filme finlandês de 2001, Tango Cabaret (Tango Kabaree).

### Em esportes
Em 2009, "Sandstorm" foi tocada pela primeira vez na Universidade da Carolina do Sul "Williams-Brice Stadium" durante uma partida de jogo de futebol. Embora tenha sido tocado por acaso durante os minutos finais da vitória dos Gamecocks sobre Ole Miss, tornou-se um hino para os fãs da Carolina do Sul. O lutador profissional Toru Owashi, o artista de artes marciais mistas Wanderlei Silva e o arremessador de beisebol Koji Uehara usam "Sandstorm" como música de entrada. 
A canção foi disputado nos Jogos Olímpicos de Inverno de 2006 e durante o Campeonato Mundial de Hóquei no Gelo. A Nike usou a composição em uma série de anúncios apresentando os oponentes do basquete Kobe Bryant e LeBron James. Também foi usado como tema para o desfile das finais do Campeonato Britânico de Judô de 2011, realizado em Sheffield, na Inglaterra. Cambridge United FC usa Sandstorm como a música que toca quando os times entram em campo antes do início da partida.
Sandstorm foi tocada durante a abertura dos Jogos Olímpicos de Verão de 2024. 

### Fenômeno da Internet
A canção "Sandstorm" é muito popular devido ao meme envolvendo o mesmo. Tudo começou quando alguns usuários que transmitem seus videogames na plataforma Twitch levou a um meme de que qualquer pergunta pedindo o nome de qualquer música era respondida com o comentário "Darude - Sandstorm".
Como uma pegadinha do Dia da Mentira em 1º de abril de 2015, o YouTube exibiu a mensagem "Você quis dizer: Darude - Sandstorm por Darude" para todas as consultas de pesquisa de vídeo envolvendo música, além de adicionar um botão que reproduzia a melodia durante um vídeo. Além disso, a canção também é um meme quando uma pessoa corre atrás da outra, devido ao seu videoclipe, onde é ambientado a mesma situação.